# ファーディ・グローフェ
ファーディ・グローフェ（Ferde Grofé, 1892年3月27日 ニューヨーク - 1972年4月3日 カリフォルニア州サンタモニカ、80歳没）は、アメリカの作曲家、ピアニスト、およびアレンジャー。本名はファーディナンド・ルドルフ・フォン・グローフェ（Ferdinand Rudolph von Grofé）。

## 人物・来歴
グローフェは、クラシック音楽家の家に生まれた。父親はバリトン兼俳優、母親はチェロ奏者で音楽の教師だった。14歳のときに家を出て、牛乳屋、トラックドライバー、新聞の売り子、エレベーター係、製本屋の助手、バーのピアニスト、伴奏者などの仕事を転々とした。ヴァイオリンとピアノを学んで、15歳の時にはダンスバンドに参加していた。またブラスバンドでアルトホルンを担当していた。
1920年から1933年まで、グローフェはポール・ホワイトマン・オーケストラでアレンジの仕事を行った。特に有名なのが、ジョージ・ガーシュウィンの『ラプソディ・イン・ブルー』のオーケストレーションである。さらにシンフォニック・ジャズのスタイルのオリジナル作品を作った。
その後、ジュリアード音楽院に指揮者兼教員として雇われ、管弦楽編曲を教えた。
バークリー音楽大学の教授 Jerry Gates は「コードネームはファーディ・グローフェとジェリー・ロール・モートン（1890-1941）により発案されたと聞いている」と述べている。

## 主な作品
- 組曲「グランド・キャニオン」
日本でも音楽の教科書にも掲載されている、グローフェの代表作。
- ミシシッピー組曲 - 音による旅行（英語版）
  1. 　父なる河(Father of the Waters)
  2. 　ハックルベリー・フィン(Huckleberry Finn)
  3. 　オールド・クレオール・デイズ(Old Creole Days)
  4. 　マルディ・グラ(Mardi Gras)

日本において、曲の一部（2.「ハックルベリー・フィン」4.「マルディ・グラ」の一節）が、テレビ番組『アメリカ横断ウルトラクイズ』に使われていたため、タイトルを知らなくても曲は聴いたことのある人が多い。
- ナイアガラ瀑布組曲
  1. 　瀑布の轟き(Thunder of the Waters)
  2. 　デビルズ・ホールの大虐殺(Devil's Hole Massacre)
  3. 　新婚旅行者たち(Honeymooners)
  4. 　ナイアガラの力－1961(Power of Niagara -1961)
- ハリウッド組曲
- ブロードウェイの夜
- 鋼鉄の交響曲
- ピアノ協奏曲ニ短調
- デス・ヴァレー組曲
- 大西洋横断
- 航空組曲
- 万国博覧会組曲